# 固原县
固原县，中华民国初年设置的县。
辛亥革命后，全国废府州厅改县。1913年，固原直隸州改固原县。北洋政府时期，为泾原道辖区。1935年，划归甘肃省第二行政督察区，1945年，划归甘肃省第三行政督察。
1948年7月29日，中国人民解放军第64军和西北野战军骑兵第二旅，攻占平凉县，7月30日攻占固原县城阳（今属彭阳县境）。7月31日，第65军193师和194师发起三关口战斗。8月2日，第65军195师攻占六盘山。此后，固原县属平凉专区管辖。
1953年，固原县与西吉县、海原县组成西海固回族自治区（1955年改称固原回族自治州）。1958年，成立宁夏回族自治区，固原县随固原回族自治州划归宁夏。后属固原专区、固原地区。1983年，从固原县东部山区划出彭阳县。2001年，经中国国务院批准，设立固原市（地级市），固原县改原州区。